# Robert Dockered
Gustaf Robert Dockered ( i riksdagen kallad Dockered i Sjövik och Johansson i Dockered), till en början verksam under namnet Robert Johansson i Dockered, född den 22 april 1911 i Fogdö församling, Södermanlands län, död 28 januari 2001 i Östads församling i Västra Götalands län, var en svensk politiker för Centerpartiet.
Robert Dockered var riksdagsledamot i första kammaren 1958–1960, invald i Älvsborgs läns valkrets. Han var därefter ledamot av andra kammaren 1961–1970 och tillhörde den nya enkammarriksdagen efter valet hösten 1970, invald i Älvsborgs läns norra valkrets. Han bytte under 1960-talet efternamn till Dockered.
Han var från 1941 gift med Inga Svensson (1913–2001), dotter till kvarnägaren Anders Svensson och Anna Svensson. De fick sonen Bo Dockered (född 1941) och dottern Lena Dockered (född 1946). Makarna Dockered är begravda på Bergums kyrkogård.

## Utmärkelser
- Kommendör av Nordstjärneorden, 6 juni 1974.[7]